# Lebbeke
Lebbeke (plaatselijke uitspraak: Lebbeek) is een plaats en gemeente in de Belgische provincie Oost-Vlaanderen. De gemeente ligt in de Denderstreek en het Land van Dendermonde. Lebbeke telt ruim 20.000 inwoners die Lebbekenaars worden genoemd.

## Geschiedenis

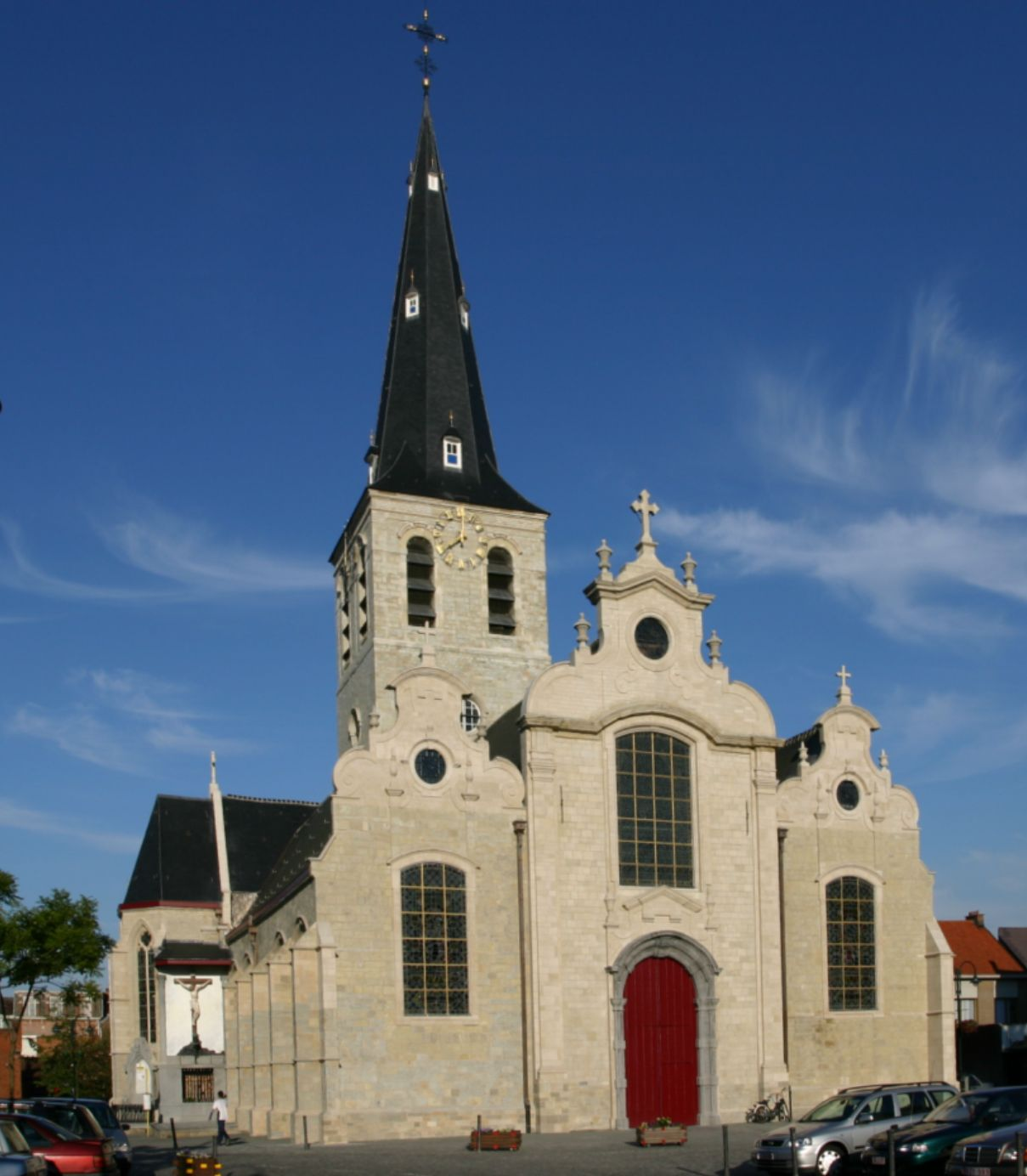
De Onze-Lieve-Vrouw-Geboortekerk te Lebbeke (juli 2004)

Rond 1945 werd in Lebbeke een gouden munt, een stater van de Bellovaci gevonden.
Lebbeke werd voor het eerst vermeld in 988, als Lietbeca, toen het patronaatsrecht weer in handen van de Gentse Sint-Baafsabdij kwam. Waarschijnlijk bezat Lebbeke al een kerk in de 9e eeuw en mogelijk al in de Karolingische tijd.
Eeuwenlang was Lebbeke een centrum van vlasteelt. Verder liepen er drie heerbanen door Lebbeke: die van Asse naar Dendermonde, die van dendermonde naar Mechelen en die van Aalst naar de Schelde.
In 1788 werd de steenweg op Brussel aangelegd en in 1869 begon de aanleg van de Grote Plaats. In 1879 opende het Station Lebbeke aan de spoorlijn van Dendermonde naar Brussel.
Van 1850 tot 1963 bestond hier de fabriek van P.F. De Naeyer die lompen tot kunstwol verwerkte. In 1900 werkten hier 900 mensen, waardoor Lebbeke een centrum van lompenhandel werd.

## Geografie

### Kernen
Naast Lebbeke-centrum omvat de gemeente nog de deelgemeentes Denderbelle en Wieze. Beide dorpen liggen ten westen van Lebbeke zelf. Denderbelle ligt nabij de rivier de Dender. Naast het dorp Lebbeke liggen nog de gehuchten Heizijde, in de richting van Buggenhout, en Minnestraat, in de richting van Opwijk.

### Deelgemeenten
|   | Naam        | Opp. (km²) | Inwoners (2020) | Inwoners per km² | NIS-code |
| - | ----------- | ---------- | --------------- | ---------------- | -------- |
| 1 | Lebbeke     | 15,71      | 14.665          | 933              | 42011A   |
| 2 | Wieze       | 5,56       | 2.715           | 489              | 42011B   |
| 3 | Denderbelle | 6,04       | 2.158           | 358              | 42011C   |

### Aangrenzende gemeenten
| Aangrenzende gemeenten | Aangrenzende gemeenten | Aangrenzende gemeenten | Aangrenzende gemeenten | Aangrenzende gemeenten |
| ---------------------- | ---------------------- | ---------------------- | ---------------------- | ---------------------- |
|                        |                        | Dendermonde            |                        |                        |
|                        |                        |                        |                        |                        |
|                        | Buggenhout             |                        |                        |                        |
|                        |                        |                        |                        |                        |
| Aalst                  |                        |                        |                        | Opwijk (Vl. Brabant)   |

## Bezienswaardigheden
- De Onze-Lieve-Vrouw-Geboortekerk.
- De Sint-Joannes-Vianneykerk
- De Heilig Kruiskerk
- De Grote Plaats, het marktplein van Lebbeke, ontstond in 1869-1870 door de afbraak van een aantal huizen langs de Dendermondsesteenweg. Enkele jaren later werd aan de zuidzijde van het plein een nieuw gemeentehuis gebouwd. Na het ontruimen van het oorspronkelijke kerkhof rond de kerk in 1890 werden de terreinen geëffend, gekasseid en bij het dorpsplein gevoegd. Het plein werd herhaaldelijk heraangelegd. De Grote Plaats vormt sinds 1984 een beschermd dorpsgezicht.
- Het Processiehuis aan de Onze-Lieve-Vrouwstraat.
- Het Hofje van Zeven Weeën aan de Grote Plaats.
- Het Kasteel Dubois aan de Leo Duboisstraat werd in 1873 gebouwd door notaris De Blieck. In 1913 liet de familie Du Bois er een toren en belvedère aan toevoegen. Dit kasteel in neo-klassieke stijl is een beschermd monument. Het interieur is rijkelijk versierd met mozaïekvloeren, parket en plafonds met stucwerk. Thans is het een restaurant en niet vrij te bezoeken.
- De grenspaal aan de Brusselsesteenweg.

## Natuur en landschap
Lebbeke ligt op zandige tot zandlemige bodem op een hoogte van ongeveer 10 meter. Enkele kleinere beken lopen in noordwestelijke richting naar de Dender zoals de Klokbeek, de Kleine Beek, de Schuurkensbeek en de Brabantse Beek.

## Demografie

### Demografische evolutie voor de fusie
- Bronnen:NIS Opm:1831 t/m 1970=volkstellingen; 1976=inwoneraantal op 31 december

### Demografische ontwikkeling van de fusiegemeente
Alle historische gegevens hebben betrekking op de huidige gemeente, inclusief deelgemeenten, zoals ontstaan na de fusie van 1 januari 1977.
- Bronnen:NIS, Opm:1806 tot en met 1981=volkstellingen; 1990 en later= inwonertal op 1 januari

| Inwoners van jaar tot jaar op 1 januari 1992 tot heden | Inwoners van jaar tot jaar op 1 januari 1992 tot heden | Inwoners van jaar tot jaar op 1 januari 1992 tot heden |
| jaar                                                   | Aantal                                                 | Evolutie: 1992=index 100                               |
| ------------------------------------------------------ | ------------------------------------------------------ | ------------------------------------------------------ |
| 1992                                                   | 16.792                                                 | 100,0                                                  |
| 1993                                                   | 16.843                                                 | 100,3                                                  |
| 1994                                                   | 16.813                                                 | 100,1                                                  |
| 1995                                                   | 16.886                                                 | 100,6                                                  |
| 1996                                                   | 16.974                                                 | 101,1                                                  |
| 1997                                                   | 17.168                                                 | 102,2                                                  |
| 1998                                                   | 17.327                                                 | 103,2                                                  |
| 1999                                                   | 17.323                                                 | 103,2                                                  |
| 2000                                                   | 17.234                                                 | 102,6                                                  |
| 2001                                                   | 17.301                                                 | 103,0                                                  |
| 2002                                                   | 17.305                                                 | 103,1                                                  |
| 2003                                                   | 17.330                                                 | 103,2                                                  |
| 2004                                                   | 17.468                                                 | 104,0                                                  |
| 2005                                                   | 17.471                                                 | 104,0                                                  |
| 2006                                                   | 17.608                                                 | 104,9                                                  |
| 2007                                                   | 17.643                                                 | 105,1                                                  |
| 2008                                                   | 17.652                                                 | 105,1                                                  |
| 2009                                                   | 17.799                                                 | 106,0                                                  |
| 2010                                                   | 17.989                                                 | 107,1                                                  |
| 2011                                                   | 18.241                                                 | 108,6                                                  |
| 2012                                                   | 18.397                                                 | 109,6                                                  |
| 2013                                                   | 18.471                                                 | 110,0                                                  |
| 2014                                                   | 18.635                                                 | 111,0                                                  |
| 2015                                                   | 18.718                                                 | 111,5                                                  |
| 2016                                                   | 18.843                                                 | 112,2                                                  |
| 2017                                                   | 19.066                                                 | 113,5                                                  |
| 2018                                                   | 19.195                                                 | 114,3                                                  |
| 2019                                                   | 19.321                                                 | 115,1                                                  |
| 2020                                                   | 19.538                                                 | 116,4                                                  |
| 2021                                                   | 19.560                                                 | 116,5                                                  |
| 2022                                                   | 19.719                                                 | 117,4                                                  |
| 2023                                                   | 19.925                                                 | 118,7                                                  |
| 2024                                                   | 20.059                                                 | 119,5                                                  |
| 2025                                                   | 20.298                                                 | 120,9                                                  |

## Religie
De gemeente Lebbeke omvat de volgende parochies:
- Lebbeke-Centrum met de O.L.-Vrouw-Geboortekerk
- Lebbeke-Heizijde met de Sint-Joannes-Vianneykerk
- Lebbeke-Minnestraat (H.Kruis): Heilig Kruiskerk
- Denderbelle: met de Sint-Martinuskerk
- Wieze met de Sint-Salvatorkerk

Zij behoren allen tot het decanaat Lebbeke waartoe verder nog de parochies van de gemeente Buggenhout behoren.
Lebbeke heeft ook een moslimgemeenschap en een moskee: de Al Houdamoskee.
In Lebbeke is ook een Koninkrijk van de getuigen van Jehovah terug te vinden

## Politiek

### Geschiedenis

#### Burgemeesters[4]
| Tijdspanne | Tijdspanne   | Burgemeester                       |
| ---------- | ------------ | ---------------------------------- |
|            | 1830 - 1836  | Lodewijk Stobbelaers               |
|            | 1836 - 1854  | Richard Segers                     |
|            | 1855 - 1875  | Jozef Philipkin                    |
|            | 1875 - 1881  | Josse Cooreman (Katholieke Partij) |
|            | 1882 - 1884  | Leo Du Bois (Liberale Partij)      |
|            | 1885 - 1887  | Josse Cooreman (Katholieke Partij) |
|            | 1888 - 1910  | Leo Du Bois (Liberale Partij)      |
|            | 1910 - 1926  | Armand Du Bois (Katholieke Partij) |
|            | 1927 - 1946  | Alfons Du Bois (Katholieke Unie)   |
|            | 1947 - 1952  | Charles Joseph Du Bois (CVP)       |
|            | 1953 - 1974  | Gustaaf Bosman (CVP)               |
|            | 1975 - 1981  | Alfons De Mol (PVV)                |
|            | 1981 - 1982  | Frans Mertens (PVV)                |
|            | 1983 - 1993  | Frans Moeyersoon (CVP)             |
|            | 1993 - 1994  | André Tirez (CVP)                  |
|            | 1995 - 2001  | Jozef Hiel (CVP)                   |
|            | 2001 - 2018  | François Saeys (Open VLD)          |
|            | 2019 - 2021  | Raf De Wolf (N-VA)                 |
|            | 2022 - heden | Jan Vanderstraeten (CD&V)          |

#### Legislatuur 2013-2018
Burgemeester blijft François Saeys (Open Vld). Hij leidt een coalitie bestaande uit Open Vld en CD&V. Samen vormen ze de meerderheid met 14 op 25 zetels.

#### Legislatuur 2019-2024
Burgemeester was van begin 2019 tot eind 2021 Raf De Wolf (N-VA). Hij leidde een coalitie bestaande uit N-VA (7 zetels), CD&V (5 zetels) en Sp.a/Groen (3 zetels) = 15 op 25 zetels. Van begin 2022 tot eind 2024 was Jan Vanderstraeten (CD&V) burgemeester. De coalitie die hij leidt blijft dezelfde.
Door wijzigingen zal er vanaf 01/01/2019 geen afzonderlijke OCMW-raad meer geïnstalleerd worden. 
Alle gemeenteraadsleden worden automatisch ook OCMW raadslid. 
Deze legislatuur is ook de eerste waarbij de voorzitter van de gemeenteraad niet de Burgemeester is. 
De gemeenteraadsvoorzitter, voor deze eerste gewijzigde periode: 2019-2024, en dus ook voorzitter van de OCMW raad is Peter Huyck.
College samenstelling is voor de eerste periode (01/01/2019-31/12/2021)
Burgemeester: Raf De Wolf; Schepenen: Jan Vanderstraeten, Maria Van Keer, Goedele Uyttersprot, Mike Torck, Goedele De Cock
College samenstelling is voor de tweede periode (01/01/2022-31/12/2024)
Burgemeester: Jan Vanderstraeten; Schepenen: Raf De Wolf, Maria Van Keer, Goedele Uyttersprot, Mike Torck, Goedele De Cock

#### Legislatuur 2024-2030
Na de gemeenteraadsverkiezingen van oktober 2024 vormden CD&V-Vooruit en N-VA een coalitie, die beschikte over 17 van de 27 zetels in de gemeenteraad. Jan Vanderstraeten (CD&V) bleef burgemeester. Raf De Wolf (N-VA), Maria Van Keer (CD&V), Goedele Uyttersprot (N-VA), An Vervliet (N-VA) en Goedele De Cock (Vooruit) werden schepen.

### Resultaten gemeenteraadsverkiezingen sinds 1976
| Partij               | Partij                                                        | 10-10-1976 | 10-10-1976 | 10-10-1982 | 10-10-1982 | 9-10-1988 | 9-10-1988 | 9-10-1994 | 9-10-1994 | 8-10-2000 | 8-10-2000 | 8-10-2006 | 8-10-2006 | 14-10-2012 | 14-10-2012 | 14-10-2018 | 14-10-2018 | 13-10-2024 | 13-10-2024 |
| Stemmen / Zetels     | Stemmen / Zetels                                              | %          | 25         | %          | 25         | %         | 25        | %         | 25        | %         | 25        | %         | 25        | %          | 25         | %          | 25         | %          | 27         |
| -------------------- | ------------------------------------------------------------- | ---------- | ---------- | ---------- | ---------- | --------- | --------- | --------- | --------- | --------- | --------- | --------- | --------- | ---------- | ---------- | ---------- | ---------- | ---------- | ---------- |
|                      | Agalev1/ AGALEF2/ Groen!3/ Groen4/ sp.a-GroenA                | -          |            | -          |            | -         |           | 4,651     | 0         | 7,552     | 1         | 4,443     | 0         | 4,804      | 0          | 13,5A      | 3          | 4,74       | 0          |
|                      | SP1/ sp.a-spirit2/ sp.a-De Ploeg3/ sp.a-GroenA/ CD&V-VooruitC | 13,651     | 3          | 15,391     | 3          | 17,381    | 4         | 13,191    | 3         | 12,091    | 2         | 17,752    | 4         | 11,003     | 2          | 13,5A      | 3          | 28,8C      | 9          |
|                      | CVP1/ CD&V-N-VAA/ CD&V2/ CD&V-VooruitC                        | 25,31      | 7          | 36,281     | 10         | 35,21     | 9         | 31,251    | 10        | 24,791    | 7         | 22,50A    | 6         | 16,912     | 4          | 20,22      | 5          | 28,8C      | 9          |
|                      | VU1/ VU&ID2/ CD&V-N-VAA/ N-VA3                                | 10,111     | 2          | 15,941     | 3          | 12,861    | 3         | 14,021    | 4         | 18,062    | 4         | 22,50A    | 6         | 28,433     | 8          | 26,93      | 7          | 26,73      | 8          |
|                      | PVV1/ VLD2/ Open Vld3/ Lebbeke Leeft4                         | 26,491     | 8          | 32,391     | 9          | 34,561    | 9         | 24,872    | 7         | 37,512    | 11        | 30,422    | 9         | 32,193     | 10         | 28,63      | 8          | 25,04      | 7          |
|                      | Vlaams Blok1/ Vlaams Belang2                                  | -          |            | -          |            | -         |           | 5,181     | 0         | -         |           | 12,172    | 3         | 6,682      | 1          | 10,92      | 2          | 12,92      | 3          |
|                      | PLUS                                                          | -          |            | -          |            | -         |           | -         |           | -         |           | 12,72     | 3         | -          |            | -          |            | -          |            |
|                      | BLAUW                                                         | -          |            | -          |            | -         |           | 6,84      | 1         | -         |           | -         |           | -          |            | -          |            | -          |            |
|                      | LWD                                                           | 12,68      | 3          | -          |            | -         |           | -         |           | -         |           | -         |           | -          |            | -          |            | -          |            |
|                      | GB                                                            | 11,72      | 2          | -          |            | -         |           | -         |           | -         |           | -         |           | -          |            | -          |            | -          |            |
|                      | Volt                                                          | -          |            | -          |            | -         |           | -         |           | -         |           | -         |           | -          |            | -          |            | 1,8        | 0          |
| Totaal stemmen       | Totaal stemmen                                                | 12610      | 12610      | 12755      | 12755      | 12871     | 12871     | 12834     | 12834     | 13027     | 13027     | 13329     | 13329     | 13305      | 13305      | 13874      | 13874      | 9966       | 9966       |
| Opkomst %            | Opkomst %                                                     |            |            |            |            | 96,68     | 96,68     | 95,56     | 95,56     | 94,29     | 94,29     | 95,48     | 95,48     | 92,65      | 92,65      | 93,5       | 93,5       | 64,2       | 64,2       |
| Blanco en ongeldig % | Blanco en ongeldig %                                          | 2,5        | 2,5        | 3,16       | 3,16       | 4,23      | 4,23      | 3,97      | 3,97      | 4,38      | 4,38      | 2,94      | 2,94      | 2,86       | 2,86       | 3,0        | 3,0        | 0,6        | 0,6        |

De rode cijfers naast de gegevens duiden aan onder welke naam de partijen telkens bij een verkiezing opkwamen.
De zetels van de gevormde meerderheid staan vetjes afgedrukt. De grootste partij staat in kleur.

## Economie
In Wieze bevindt zich de bekende chocoladefabriek Barry Callebaut, die met zijn ruim 800 werknemers een van de grootste werkgevers is van de streek. Eveneens in Lebbeke bevindt zich de peperkoekenfabrikant Vondelmolen (70 werknemers). Verder zijn er nog een groot aantal kmo's, voornamelijk gesitueerd in het bedrijventerrein D'Helst langs de Brusselsesteenweg. Het textielbedrijf Caroline Biss (80 werknemers) is eveneens gehuisvest in Lebbeke. Prefaco (100 werknemers) in Wieze is dan weer een grote fabrikant van betonproducten. Het belang van de landbouw is in de 20e eeuw verminderd.

## Sport
Lebbeke telt diverse sportclubs, waaronder de Koninklijke Atletiekclub Lebbeke, handbalclub Elita Lebbeke en Brabo Denderbelle  ,voetbalclub FC Lebbeke en zaalvoetbalclub Moratex Lebbeke die sinds 2020 uitkomt in 1e nationale van de Belgische Zaalvoetbalbond.

## Toerisme
Door deze gemeente loopt onder meer de fietsroute Denderende Steden.

## Bekende personen
- Lieven Maesschalck, kinesist
- Raymond Mommens, voetballer
- Jean-Marie Pfaff, voetbaldoelman
- Largie Ramazani, voetballer
- Frans Van der Steen, atleet
- Georges Teugels, kunstschilder
- Frank Vandenbroucke, wielrenner
- Jacob Olivier Van de Velde, missiebisschop en hoogleraar in de Verenigde Staten
- Geert De Vlieger, doelman
- Dorothee Dauwe, radiopresentatrice

## Trivia
De bijnaam van de inwoners is voddenmannen.

## Nabijgelegen kernen
Wieze, Sint-Gillis-bij-Dendermonde, Baasrode, Opstal, Opwijk